# André Jordan
Pour les articles homonymes, voir Jordan.
André Jordan, né le 9 juillet 1908 à Paris et mort le 26 octobre 1982 à Cavaillon, est un artiste peintre, lithographe et sculpteur français, figuratif dans un premier temps, abstrait ensuite. 

## Biographie

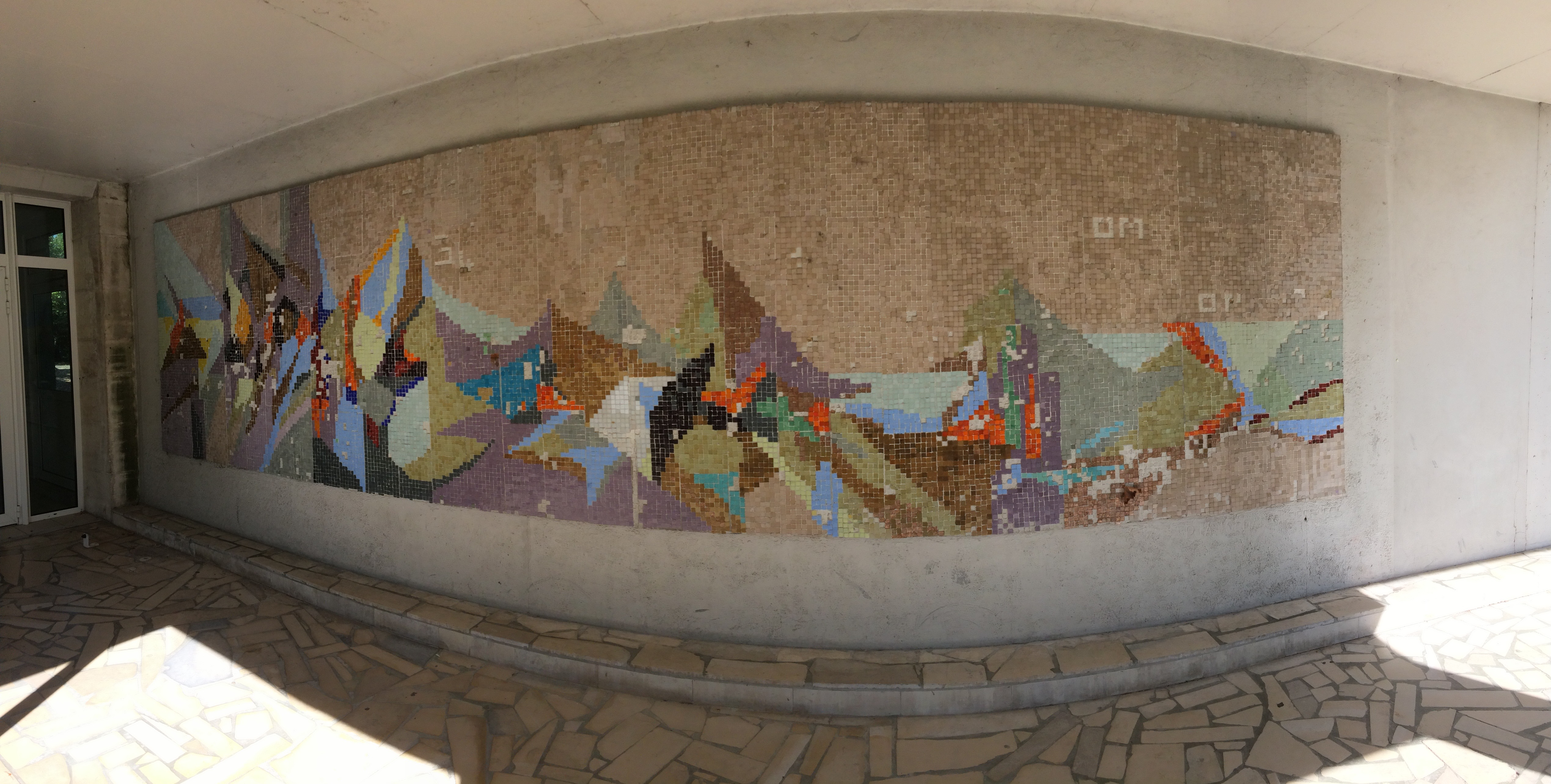
Mosaïque de André Jordan (1966).

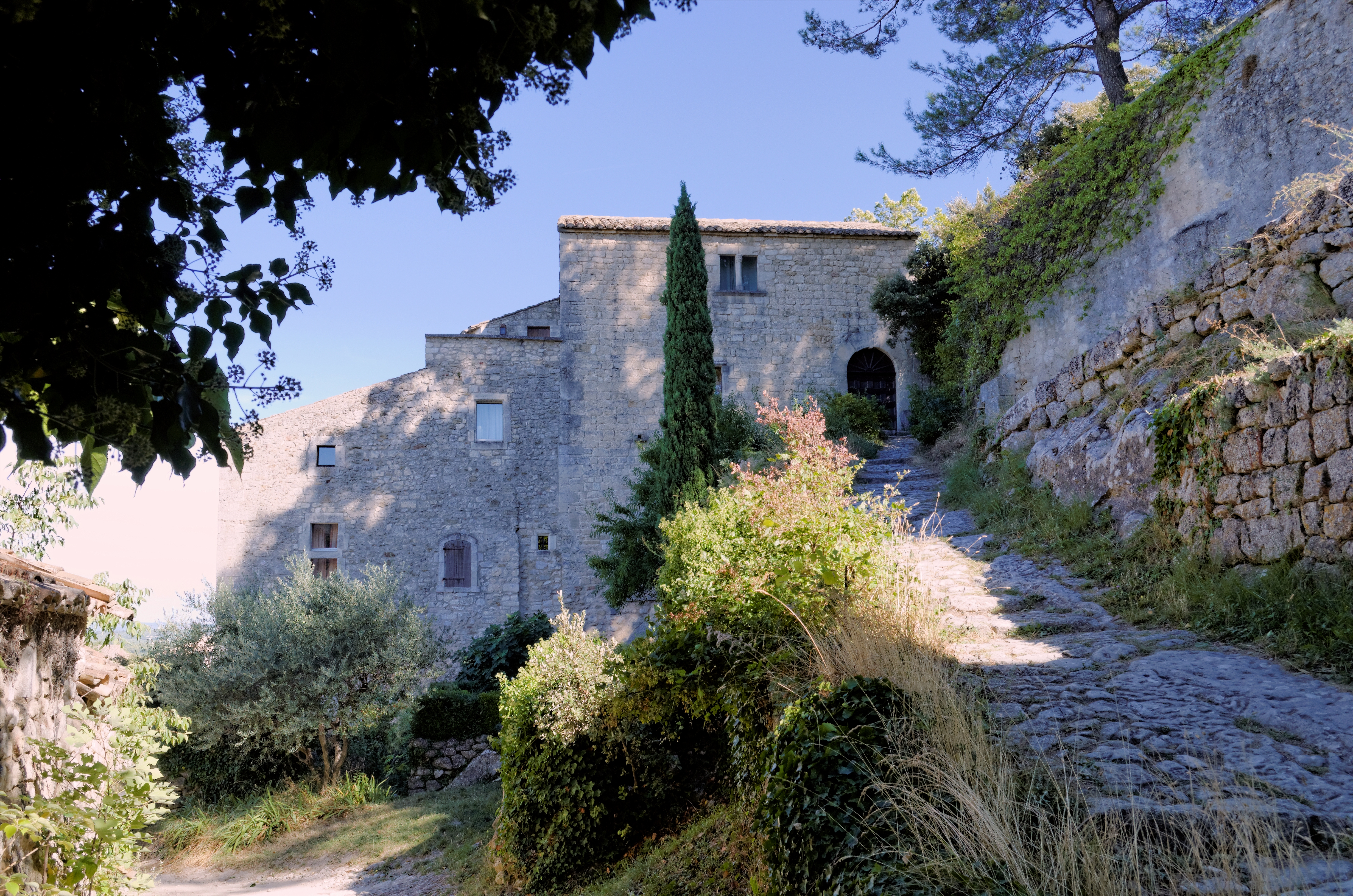
vue d'Oppède.

André Jordan naît le 9 juillet 1908 dans le 14e arrondissement de Paris. 
Il est membre du Comité national du livre gravé.
La correspondance qu'entretinrent Jean Giono et Gaston Gallimard évoque l'artiste en ce que l'éditeur confie en 1943 à André Jordan le projet d'illustrer une édition bibliophilique du roman de Giono Le Chant du monde. Bien que cette édition n'ait en définitive pas été réalisée, on n'en relève pas moins avec intérêt l'accompagnement par André Jordan de Giono à Serres et Rosans dans les Hautes-Alpes en février 1944 afin de saisir sur le motif les dessins préparatoires, et par là son exigence d'une approche méthodique et rigoureuse des ouvrages à illustrer. 
Les cent dix-neuf dessins d'André Jordan que conserve le Musée des civilisations de l'Europe et de la Méditerranée couvrent tant sa période parisienne que sa période provençale et révélant ses villégiatures, énoncent son attachement tant aux paysages qu'aux portraits saisis sur le vif dans le monde rural et agricole. 
Il a vécu à Oppède (Vaucluse), puis, s'est installé à Cavaillon en 1976 jusqu'à sa mort en 1982.

## Contributions bibliophiliques
- Pierre Foulon (préface de George Cœdès), Angkor dans la forêt, dix compositions en couleurs d'André Jordan, Imprimerie d'Extrême-Orient, Hanoï, 1931.
- Jacques Chardonne, Le bonheur de Barbézieux, suivi de La dame d'Henri Fauconnier, dessins d'André Jordan, Stock, 1943.
- Raymonde Vincent; Campagne, dessins d'André Jordan, Stock, 1944.
- Émile Guillaumin, La vie d'un simple - Mémoires d'un métayer, seize lithographies originales hors-texte et trente deux dessins in-texte par André Jordan, Les Éditions nationales, 1945.
- Jean-Louis Vaudoyer, Trois bouquets provençaux, dix lithographies originales d'André Jordan, La Colombe (Éditions du Vieux colombier), Paris, 1945.
- Charles Péguy, Présentation de la Beauce à Notre-Dame de Chartres, vingt lithographies originales d'André Jordan, N.R.F., 1946.
- Théodore Aubanel, Le pâtre, seize lithographies originales hors-texte d'André Jordan, quatre cent quarante exemplaires numérotés, L'Intercontinentale d'édition, Monaco, 1946.
- Selma Lagerlöf, Gösta Berling, trente-huit lithographies originales d'André Jordan, trois cent vingt-cinq exemplaires numérotés, Henri Lauga et « Je sers », Paris, 1947.
- Jacques Chardonne (avant-propos d'Edmond Jaloux), Chimériques, illustrations d'André Jordan, Éditions du Rocher, 1948.
- Frédéric Mistral, Mirèio, pouèmo prouvenceau, illustrations d'André Jordan, Deux cent quarante-cinq exemplaires numérotés sur vélin d'Arches, Albin Michel, 1949.
- André Gide, Poésie, journal, souvenirs, deux volumes, cinquante-neuf aquarelles ou gouaches par Yves Brayer, Maurice Brianchon, Roger Chapelain-Midy, Pierre-Eugène Clairin, Antoni Clavé, Lucien Fontanarosa, Emili Grau i Sala, André Jordan, Élie Lascaux, Roland Oudot, Francis Savel, André Dunoyer de Segonzac, Jacques Thévenet, Gallimard, 1952.
- Marcel Pagnol, Œuvres dramatiques - Théâtre et cinéma : Jazz, Topaze, Marius, Fanny, César, Merlusse, Cigalon, Angèle, La femme du boulanger, La fille du puisatier, Manon des sources, Le premier amour, en un seul volume, édition numérotée, illustrée de trente-deux compositions en couleurs par Yves Brayer, Lucien Fontanarosa, André Jordan, Élie Lascaux, Edy-Legrand, Jean-Denis Malclès, Jacques Thévenet et Marcel Vertès, Gallimard-Fasquelle, 1954.
- André Jordan, Oppède, texte et lithographies originales d'André Jordan, chez André Jordan, Oppède, 1960.
- La prière du cheval, texte sans nom d'auteur, douze lithographies originales d'André Jordan, chez André Jordan, 1961.
- Marie Mauron, Taureau, poèmes, quatorze lithographies originales d'André Jordan, chez André Jordan, Oppède, 1965.
- André Jordan (préface d'Henri Bosco), Luberon, texte et dessins d'André Jordan, chez André Jordan, Oppède, 1967.
- Marie Mauron, La Camargue et ses dieux sauvages, lithographies originales d'André Jordan, Éditions du Groupement culturel de Vallis Clausa, Fontaine-de-Vaucluse, 1978.
- Paul Géraldy, Toi et moi, trente-deux dessins d'André Jordan, cinq mille cinq cents exemplaires sur vélin chiffon du Marais, collection Club pour vous Hachette, Le Livre de Paris, 1978.

## Expositions personnelles
- Expositions non datées, à partir de 1935 : Rouen, Marseille, Aix-en-Provence, Mannheim, Stuttgart, Lausanne[2].
- Galerie Charpentier, Paris, 1945.
- Galerie des peintres graveurs, Paris, avril-mai 1960[5]
- André Jordan, du croquis à l'œuvre, quatre-vingts œuvres sur papier (1926-1960), chapelle du Grand Couvent, Cavaillon, juillet-novembre 2015[6],[7].

## Expositions collectives
- Salon des Tuileries, Paris, à partir de 1945[2].
- Musées nationaux - Nouvelles acquisitions (2 septembre 1939 - 2 septembre 1945), Musée du Louvre, Paris, septembre-octobre 1945.
- Salon des indépendants, 1950.
- De Bonnard à Baselitz, dix ans d'enrichissements du cabinet des estampes, Bibliothèque nationale de France, 1992[8].
- Frédéric Mistral : Mireille illustrée, la Méjanes (Cité du livre), Aix-en-Provence, septembre 2014[9].
- Participations non datées : Salon de Mai[2]

## Musées et collections publiques
- Bibliothèque municipale d'Avignon, Taureau, poèmes de Marie Mauron, quatorze lithographies d'André Jordan.
- Faculté des lettres et sciences humaines d'Avignon, Gordes, fresque murale[2],[10].
- Fonds beaux-arts des musées de Cavaillon, fonds André Jordan constitué de plus de mille œuvres (peintures, dessins, gravures, affiches, écrits...) ; donation Patrice Jordan dont quarante-deux estampes sur les thèmes Provence et Camargue (vingt-deux estampes), Paysans (cinq estampes), Indochine (six estampes), Marins (quatre estampes), Oiseaux (deux estampes), Chevaux et chèvres (trois estampes)[11].
- Lycée Ismaël-Dauphin, Cavaillon, fresque murale en mosaïque, 1966, façade du bâtiment administratif.
- Musée départemental d'art ancien et contemporain, Épinal, Colline Saint-Jacques, toile, 1965[2].
- Musée des civilisations de l'Europe et de la Méditerranée, Marseille, cent dix-neuf dessins. Issus de la période parisienne : Eure : Gisors, Étrépagny ; Oise : Lattainville, Liancourt-Saint-Pierre, Lierville (Charretier, ferme de Dechezelle, Le Boulleaume, Lierville)[12] ; Essonne : Angervilliers, Saint-Cyr-sous-Dourdan, Le Val-Saint-Germain (Bretonnes employées aux travaux saisonniers au Val-Saint-Germain)[13] ; Val-d'Oise : Épiais-Rhus (Fermier à Épiais-Rhus)[14], Genainville, Hodent. Issus de la période provençale : Arènes à Plan-d'Orgon[15], Étude d'âne[16], paysages et portraits saisis à Apt (Joueurs de boules à Apt)[17], Caseneuve, Cavaillon, Eygalières, Gordes, Saintes-Maries-de-la-Mer, Sestrières (Italie), Thorame-Haute[4].
- Département des estampes et de la photographie de la Bibliothèque nationale de France, Paris.
- Institut national de recherche pédagogique, Paris, Arbre à Noël et Arbre à Saint-Cyr-sous-Dourdan, dessins déposés par le Fonds national d'art contemporain.